# Amtsgericht Stadtsteinach
Das Amtsgericht Stadtsteinach war ein von 1879 bis 1973 bestehendes bayerisches Gericht der ordentlichen Gerichtsbarkeit mit Sitz in Stadtsteinach.
Anlässlich der Einführung des Gerichtsverfassungsgesetzes am 1. Oktober 1879 kam es zur Errichtung eines Amtsgerichts zu Stadtsteinach, dessen Sprengel den Bezirk des vorherigen Landgerichts Stadtsteinach mit Ausnahme zweier an das Amtsgericht Kronach abgegebener Gemeinden umfasste und somit die Ortschaften Enchenreuth, Eppenreuth, Gösmes, Gössersdorf, Grafengehaig, Grünlas, Guttenberg, Heinersreuth, Hohenberg, Horbach, Köstenberg, Kupferberg, Ludwigschorgast, Marienweiher, Marktleugast, Neuensorg, Presseck, Rappetenreuth, Reichenbach, Rugendorf, Schlackenreuth, Schlockenau, Schwand, Seibelsdorf, Stadtsteinach, Traindorf, Triebenreuth, Untersteinach, Vogtendorf, Walberngrün, Wartenfels, Weidmes, Wildenstein und Zaubach beinhaltete. Die höheren Instanz war das Landgericht Bayreuth und das Oberlandesgericht Bamberg.
Mit Inkrafttreten des Gesetzes über die Organisation der ordentlichen Gerichte im Freistaat Bayern (GerOrgG) am 1. Juli 1973 wurde das Amtsgericht Stadtsteinach aufgelöst und dessen Bezirk mit Ausnahme des dem Amtsgericht Kronach zugewiesenen Ortes Seibelsdorf dem Amtsgericht Kulmbach zugeteilt.
Das Amtsgerichtsgebäude befand sich in einem hohen dreigeschossigen Traufseitbau an der Hauptstraße 9 und steht heute unter Denkmalschutz.